# Henry de Grey (Adliger, † 1219)

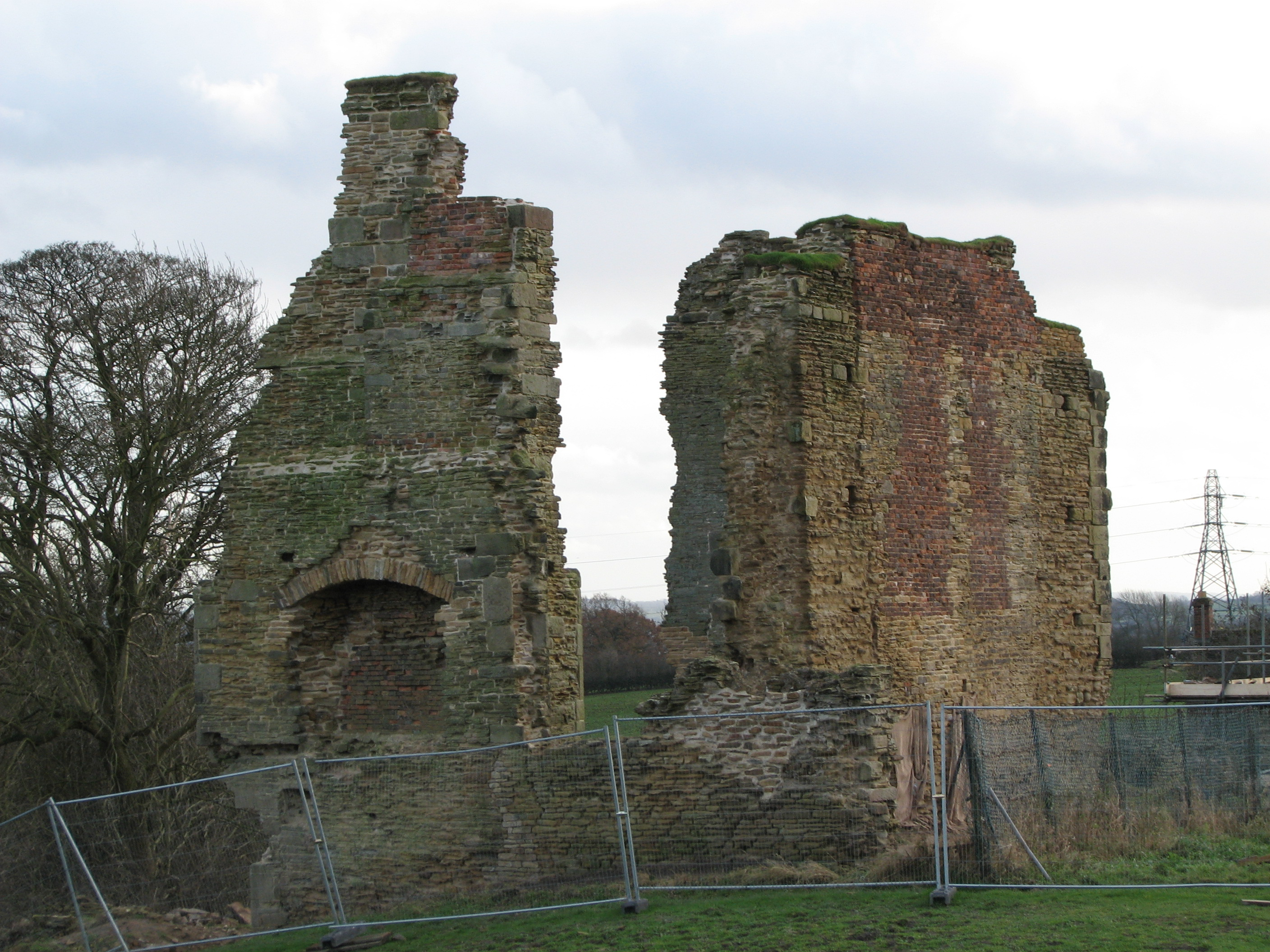
Die Ruine des von Henry de Grey ausgebauten Codnor Castle

Henry de Grey († 1219) war ein englischer Adliger. Er ist der erste nachweisbare Angehörige der Adelsfamilie Grey.

## Leben
Nach der 1718 veröffentlichten, aus den Familienarchiven erstellten Chronik The genealogy of the most noble and ancient family of Grey stammten die verschiedenen Familien Grey von einem Anchitel, einem normannischen Adligen des 11. Jahrhunderts ab. Der erste nachweisbare Vorfahre ist jedoch Henry de Grey, der ein Sohn von Richard de Grey gewesen sein soll. Henry de Grey erhielt von König Richard Löwenherz als Belohnung für seine Dienste das Gut Grays Thurrock in Essex, das zuvor dem Juden Isaac gehört hatte. In Thurrock heiratete Grey 1199 Isolda Bardolf, eine Tochter von Hugh Bardolf und Isobel Aquillion. Isolda wurde zur Erbin ihres Vaters, und vor 1201 kam Grey damit in den Besitz von Codnor Castle in Derbyshire. Grey baute Codnor Castle weiter aus. Während des Ersten Kriegs der Barone stand er auf Seiten des Königs, worauf ihm 1216 das Gut von Grimston in Nottinghamshire zugesprochen wurde.
Mit seiner Frau Isolda Bardolf hatte Grey mehrere Kinder, darunter:
- Richard de Grey († vor 1272)
- Sir John de Grey († 1266)
- William de Grey
- Robert de Grey

Greys Witwe Isolda heiratete 1229 Richard de Mendre. Drei seiner Söhne begründeten je einen Zweig der Familie Grey: sein ältester Sohn und Haupterbe Richard de Grey begründete die Familie Grey of Codnor, die bis 1496 in männlicher Erbfolge bestand. Der zweite Sohn John Grey erbte das Gut von Shirland in Derbyshire. Durch Heirat erwarb er Wilton Castle in Herefordshire, so dass die Familie Grey of Wilton genannt wurde und bis 1614 in männlicher Erbfolge bestand. Der dritte Sohn William Grey begründete eine Familie in Sandiacre in Derbyshire. Der vierte Sohn Robert gilt als der Stammvater der Familie Grey of Rotherfield, was aber nicht nachgewiesen ist.